# Sindlesham
Sindlesham es un pueblo inmobiliario en el distrito de Wokingham en Berkshire, Inglaterra. 
Se encuentra a unos 4 millas (6,4 km) al sureste de Reading y alrededor de 6 millas (9,7 km) al oeste de la localidad de Bracknell, y justo al sur del pueblo de Winnersh, del que está separado por la autopista M4. 
El río Loddon fluye justo hacia el oeste. 
Ya en 1220 se construyó una capilla en Sindlesham 
Un gran molino de agua de tres pisos del siglo XIX en Loddon se ha convertido recientemente en parte de un hotel.
Cerca se encuentra la finca de Bearwood House, construida en 1864 por John Walter, el entonces propietario del periódico The Times, ahora Reddam House, una escuela secundaria privada. 
También en el pueblo se encuentran la escuela primaria Bearwood, la iglesia St Catherine Bearwood, las oficinas del Consejo Parroquial de Winnersh, el centro de control de National Grid que cubre Inglaterra y Gales, y el Centro Masónico de Berkshire en Sindlesham Court. 
Las instalaciones del pueblo incluyen un campo de golf (Bearwood Lakes) y el Nirvana Spa Health Club.